# Гаевое (Херсонская область)
Гаевое (укр. Гайове) — село в Генической городской общине Генического района Херсонской области Украины.
Население по переписи 2001 года составляло 103 человека. Почтовый индекс — 75552. Телефонный код — 5534. Код КОАТУУ — 6522155701.